# Калилегуа
Калилегуа — национальный парк в Аргентине, расположенный на юго-востоке провинции Жужуй (северо-западная часть страны), на восточных склонах холмов Калилегуа.
Парк был основан в 1979 году для сохранения видов Южных Анд (экорегион с большим биоразнообразием), а также для защиты устья реки Калилегос. Имеет площадь 295 км², является крупнейшим национальным парком в этой части страны.
Эти территории были населены представителями коренных этнических групп. Их поселения были расположены в нижней части холмов неподалеку от пастбищ. На территории парка были найдены предметы быта и орудия труда коренных жителей, среди которых полированные каменные топоры и керамика. С 15 века эти территории заняли инки. Сейчас этот регион населяет племя колла.
Парк имеет прекрасные пейзажи, которые можно увидеть, проезжая по провинциальной трассе № 83, которая проходит вдоль парка. Эта местность является идеальной для наблюдения за некоторыми видами птиц и млекопитающих. По некоторым оценкам в парке проживает около 50% всех видов птиц Аргентины.
Из млекопитающих на территории парка проживают ягуары, оцелоты, пумы и кошки Жоффруа. Крупнейшим млекопитающим в этой местности является тапир.
Ближайшие к парку города предлагают весь спектр туристических услуг, включающий экскурсии по национальному парку разной степени сложности.